# ليندا إدنا كاردليني
ليندا إدنا كاردليني (بالإنجليزية: Linda Cardellini)‏ مواليد 25 يونيو 1975 في ريدوود، الولايات المتحدة، هي ممثلة أمريكية بدأت مسيرتها الفنية عام 1994. عرفت واشتهرت بدورها ليندسي وير في مسلسل النزوات والمهوسون [الإنجليزية].

## السيرة الشخصية
كارديليني هي ابنة لورين (ني هيرنان) ربة منزل، ورجل أعمال واين ديفيد كارديليني. والأصغر بين أربعة أطفال. تنحدر من أصول إيطالية وأيرلندية وألمانية واسكتلندية. نشأت كاثوليكية. ظهرت لأول مرة على بالسن العاشرة، عندما غنت بالمسرحية مدرسية. بعد ذلك عملت في العديد من الإنتاجات المدرسية وبدأت في حضور دروس الدراما. تخرجت من مدرسة سانت فرانسيس الثانوية الكاثوليكية المجاورة في ماونتن فيو عام 1993 ثم انتقلت إلى لوس أنجلوس للبحث عن أدوار في التلفزيون والسينما. التحقت بكلية الاتصالات والفنون الجميلة بجامعة لويولا ماريماونت، وتخرجت في عام 1997 بدرجة في فنون المسرح. في عام 2007، حصلت على جائزة «الخريجة المتميزة» من قبل الجامعة.

## وصلات خارجية
- ليندا إدنا كاردليني على موقع IMDb (الإنجليزية)
- ليندا إدنا كاردليني على موقع ميتاكريتيك (الإنجليزية)
- ليندا إدنا كاردليني على موقع روتن توميتوز (الإنجليزية)
- ليندا إدنا كاردليني على موقع قاعدة بيانات الأفلام العربية
- ليندا إدنا كاردليني على موقع ألو سيني (الفرنسية)
- ليندا إدنا كاردليني على موقع تيرنر كلاسيك موفيز (الإنجليزية)
- ليندا إدنا كاردليني على موقع أول موفي (الإنجليزية)
- ليندا إدنا كاردليني على موقع قاعدة بيانات الأفلام السويدية (السويدية)
- ليندا إدنا كاردليني على موقع إن إن دي بي (الإنجليزية)
- ليندا إدنا كاردليني على موقع ديسكوغز (الإنجليزية)